# Nunzio Coppola
Nunzio Coppola (Volla, 14 marzo 1973) è un militare italiano, Carabiniere dell'Arma dei Carabinieri, insignito di Medaglia d'oro al valor civile.